# Burmattus sinicus
Burmattus sinicus is een spinnensoort uit de familie springspinnen (Salticidae). De soort komt voor in China.